# Scottish FA Cup 1928/29
Der Scottish FA Cup wurde 1928/29 zum 51. Mal ausgespielt. Der wichtigste Fußball-Pokalwettbewerb im schottischen Vereinsfußball wurde vom Schottischen Fußballverband geleitet und ausgetragen. Er begann am 12. Januar 1929 und endete mit dem Finale am 6. April 1929 im Hampden Park von Glasgow. Als Titelverteidiger starteten die Glasgow Rangers in den Wettbewerb, die im Finale des Vorjahres im Old Firm gegen Celtic gewonnen hatten. Im diesjährigen Endspiel um den Schottischen Pokal standen sich der FC Kilmarnock und die Rangers gegenüber. Für die Killies war es das 3. Endspiel im schottischen Pokal nach 1898 und 1920. Die Rangers erreichten zum 13. Mal seit 1877 das Endspiel. Die Killies gewannen das Finale mit 2:0 durch jeweils einen Treffer von John Aitken und Jimmy Williamson. Die schottische Meisterschaft im gleichen Jahr gewannen die Rangers zum insgesamt 17. Mal in ihrer Vereinsgeschichte. Kilmarnock wurde Tabellenneunter.

## 1. Runde
Ausgetragen wurden die Begegnungen zwischen dem 12. und 26. Januar 1929. Die Wiederholungsspiele fanden zwischen dem 19. und 26. Januar 1929 statt.
|                          | Ergebnis |                       |
| ------------------------ | -------- | --------------------- |
| FC Aberdeen              | 5:0      | FC Solway Star        |
| Albion Rovers            | 7:1      | FC Galston            |
| Alloa Athletic           | 3:3      | FC East Stirlingshire |
| FC Arbroath              | 2:0      | Inverness Thistle     |
| FC Armadale              | 9:2      | FC Moorpark           |
| FC Beith                 | 2:2      | Raith Rovers          |
| Berwick Rangers          | 3:9      | Ayr United            |
| FC Breadalbane           | 0:6      | Brechin City          |
| Buckie Thistle           | 0:3      | FC Queen’s Park       |
| Celtic Glasgow           | 5:1      | FC Arthurlie          |
| Civil Service Strollers  | 1:1      | FC Fraserburgh        |
| FC Clyde                 | 4:1      | FC Montrose           |
| FC Dumbarton             | 6:1      | FC Inverness Citadel  |
| FC Dundee                | 1:1      | FC King’s Park        |
| Dundee United            | 3:1      | Greenock Morton       |
| Dunfermline Athletic     | 1:3      | FC Cowdenbeath        |
| FC Dunkeld & Birnam      | w/o      | FC Clackmannan        |
| FC East Fife             | 1:2      | Partick Thistle       |
| FC Bo’ness               | 7:1      | FC Newton Stewart     |
| Hamilton Academical      | 2:1      | Forfar Athletic       |
| Heart of Midlothian      | 0:2      | Airdrieonians FC      |
| Hibernian Edinburgh      | 1:2      | FC St. Johnstone      |
| FC Huntly                | 1:3      | FC Stenhousemuir      |
| FC Kilmarnock            | 8:1      | University of Glasgow |
| FC Motherwell            | 4:1      | Leith Athletic        |
| Nithsdale Wanderers      | 0:4      | FC St. Mirren         |
| Queen of the South       | 2:2      | FC Caledonian         |
| Glasgow Rangers          | 11:1     | Edinburgh City        |
| University of St Andrews | 0:3      | FC Bathgate           |
| FC St. Bernard’s         | 1:2      | FC Falkirk            |
| Third Lanark             | 6:2      | FC Clydebank          |
| FC Thornhill             | 0:4      | Murrayfield Amateurs  |

### Wiederholungsspiele
|                       | Ergebnis |                         |
| --------------------- | -------- | ----------------------- |
| FC East Stirlingshire | 2:1      | Alloa Athletic          |
| FC Fraserburgh        | 4:3      | Civil Service Strollers |
| FC Caledonian         | 0:3      | Queen of the South      |
| FC King’s Park        | 1:5      | FC Dundee               |
| Raith Rovers          | 4:1      | FC Beith                |

## 2. Runde
Ausgetragen wurden die Begegnungen am 2. Februar 1929. Die Wiederholungsspiele fanden am 6. Februar 1929 statt.
|                      | Ergebnis |                       |
| -------------------- | -------- | --------------------- |
| FC Aberdeen          | 4:0      | FC Queen’s Park       |
| Albion Rovers        | 8:1      | FC Clackmannan        |
| Ayr United           | 5:1      | FC Armadale           |
| FC Bathgate          | 1:1      | Raith Rovers          |
| Brechin City         | 1:6      | FC Dundee             |
| Celtic Glasgow       | 3:0      | FC East Stirlingshire |
| FC Clyde             | 1:1      | Hamilton Academical   |
| FC Cowdenbeath       | 0:0      | Airdrieonians FC      |
| FC Fraserburgh       | 0:3      | FC Dumbarton          |
| FC Kilmarnock        | 3:2      | FC Bo’ness            |
| Murrayfield Amateurs | 1:1      | FC Arbroath           |
| Queen of the South   | 1:2      | FC Falkirk            |
| Glasgow Rangers      | 5:1      | Partick Thistle       |
| FC Stenhousemuir     | 1:1      | Dundee United         |
| FC St. Johnstone     | 2:3      | FC Motherwell         |
| Third Lanark         | 0:1      | FC St. Mirren         |

### Wiederholungsspiele
|                     | Ergebnis  |                      |
| ------------------- | --------- | -------------------- |
| Airdrieonians FC    | 3:2 n. V. | FC Cowdenbeath       |
| FC Arbroath         | 5:2       | Murrayfield Amateurs |
| Dundee United       | 2:0       | FC Stenhousemuir     |
| Hamilton Academical | 1:2       | FC Clyde             |
| Raith Rovers        | 5:2       | FC Bathgate          |

## Achtelfinale
Ausgetragen wurden die Begegnungen am 16. Februar 1929. Die Wiederholungsspiele fanden am 20. Februar 1929 statt.
|                  | Ergebnis |                 |
| ---------------- | -------- | --------------- |
| Airdrieonians FC | 1:1      | FC Motherwell   |
| Albion Rovers    | 0:1      | FC Kilmarnock   |
| Ayr United       | 0:2      | FC St. Mirren   |
| Celtic Glasgow   | 4:1      | FC Arbroath     |
| FC Clyde         | 0:2      | Glasgow Rangers |
| FC Dundee        | 1:1      | Dundee United   |
| FC Falkirk       | 3:5      | FC Aberdeen     |
| Raith Rovers     | 3:2      | FC Dumbarton    |

### Wiederholungsspiele
|               | Ergebnis |                  |
| ------------- | -------- | ---------------- |
| Dundee United | 1:0      | FC Dundee        |
| FC Motherwell | 3:1      | Airdrieonians FC |

## Viertelfinale
Ausgetragen wurden die Begegnungen zwischen dem 2. und 6. März 1929. Das Wiederholungsspiel fand am 13. März 1929 statt.
|                 | Ergebnis |               |
| --------------- | -------- | ------------- |
| Celtic Glasgow  | 0:0      | FC Motherwell |
| Raith Rovers    | 2:3      | FC Kilmarnock |
| Glasgow Rangers | 3:1      | Dundee United |
| FC St. Mirren   | 4:3      | FC Aberdeen   |

### Wiederholungsspiel
|               | Ergebnis |                |
| ------------- | -------- | -------------- |
| FC Motherwell | 1:2      | Celtic Glasgow |

## Halbfinale
Ausgetragen wurden die Begegnungen am 23. März 1929.
|                 | Ergebnis |                |
| --------------- | -------- | -------------- |
| FC Kilmarnock   | *1:0 *   | Celtic Glasgow |
| Glasgow Rangers | *3:2 **  | FC St. Mirren  |

## Finale
| FC Kilmarnock                           | FC Kilmarnock | Glasgow Rangers | Glasgow Rangers |
| --------------------------------------- | --- | --- | --------------- |
| FC Kilmarnock                           | \| Finale \| \| 6. April 1929 in Glasgow (Hampden Park) \| \| Ergebnis: 2:0 (0:0) \| \| Zuschauer: 114.708 \| \| Schiedsrichter: Tom Dougray \| \| Spielbericht \|                     | \| Finale \| \| 6. April 1929 in Glasgow (Hampden Park) \| \| Ergebnis: 2:0 (0:0) \| \| Zuschauer: 114.708 \| \| Schiedsrichter: Tom Dougray \| \| Spielbericht \|                           | Glasgow Rangers |
| FC Kilmarnock                           | Sam Clemie, Tom Robertson, Joe Nibloe, Hugh Morton, Hugh McLaren, John McEwan, William Connell, Mattha Smith, Harry Cunningham, Jimmy Williamson, John Aitken Cheftrainer: Hugh Spence | Tom Hamilton – Dougie Gray, Robert Hamilton, Jock Buchanan, David Meiklejohn, Tully Craig, Sandy Archibald, Tommy Muirhead, Jimmy Fleming, Bob McPhail, Alan Morton Cheftrainer: Bill Struth | Glasgow Rangers |
| FC Kilmarnock                           | 1:0 John Aitken 2:0 Jimmy Williamson | | Glasgow Rangers |
| Finale                                  | | |                 |
| 6. April 1929 in Glasgow (Hampden Park) | | |                 |
| Ergebnis: 2:0 (0:0)                     | | |                 |
| Zuschauer: 114.708                      | | |                 |
| Schiedsrichter: Tom Dougray             | | |                 |
| Spielbericht                            | | |                 |